# SERP1
SERP1 (англ. Stress associated endoplasmic reticulum protein 1) – білок, який кодується однойменним геном, розташованим у людей на короткому плечі 3-ї хромосоми.  Довжина поліпептидного ланцюга білка становить 66 амінокислот, а молекулярна маса — 7 374.
| 10         |  | 20         |  | 30         |  | 40         |  | 50         |
| ---------- |  | ---------- |  | ---------- |  | ---------- |  | ---------- |
| MVAKQRIRMA |  | NEKHSKNITQ |  | RGNVAKTSRN |  | APEEKASVGP |  | WLLALFIFVV |
| CGSAIFQIIQ |  | SIRMGM     |  |            |  |            |  |            |

A: Аланін

C: Цистеїн

E: Глутамінова кислота

F: Фенілаланін

G: Гліцин

H: Гістидин

I: Ізолейцин

K: Лізин

L: Лейцин

M: Метіонін

N: Аспарагін

P: Пролін

Q: Глутамін

R: Аргінін

S: Серин

T: Треонін

V: Валін

Задіяний у таких біологічних процесах як транспорт, транспорт білків, транслокація. 
Локалізований у мембрані, ендоплазматичному ретикулумі.